# August Auffarth
August Konrad Auffarth (* 8. Februar 1885 in Kassel; † 25. April 1960 ebenda) war Vizepräsident des Oberlandesgerichts Kassel und Präses der Landessynode der Evangelischen Kirche von Kurhessen-Waldeck.

## Leben
August Auffarth wurde als Sohn des Rechnungsrats Karl Gottlieb Burghard  Auffarth (1844–1918) und dessen Ehefrau Karoline Luise Victorine geb. Keßler (1854–1907) geboren. Nach dem Abitur am Wilhelmsgymnasium Kassel absolvierte er ein Studium der Rechtswissenschaften an den Universitäten in Marburg, Heidelberg und Berlin und promovierte  1907 in Marburg mit der Dissertation „Die Anfechtbarkeit der Verträge zugunsten Dritter im Konkurs“ zum Dr. jur. Nach der Referendarzeit und Tätigkeit als Gerichtsassessor in Kassel wurde Auffarth Richter am Amtsgericht Witzenhausen. Als Landgerichtsrat am Landgericht Hanau war er 1920 Leiter der Referendararbeitsgemeinschaft. Bevor er 1926 Kasseler Oberlandesgerichtsrat wurde, war er hier zunächst Hilfsrichter und Mitglied der Prüfungskommission. Im preußischen Landesprüfungsamt war er von 1927 an hauptamtliches Mitglied. Obwohl Auffarth kein Mitglied der NSDAP war, wurde er 1933 zum Vizepräsidenten des Kasseler Oberlandesgerichts ernannt. Nach Kriegsende wurde er von der Militärregierung in Kassel mit dem Wiederaufbau der Rechtspflege in Nordhessen beauftragt. Von 1946 bis 1951 leitete er die Zweigstelle des Oberlandesgerichts Frankfurt in Kassel. Als Präsident des Strafsenats war er Deutschlands erster Richter, der in der Revisionsinstanz eine Änderung des Strafmaßes – unabhängig von formalen Fehlern – zuließ.

## Kirchliche Ämter
- 1936 ehrenamtliches Mitglied im 
Kirchengericht der evangelischen Landeskirche
- 1945 stellvertretender Vorsitzender des Rates der Evangelischen Kirche von Kurhessen-Waldeck
- Präses der Landessynode und Mitglied der Synode der Evangelischen Kirche in Deutschland.

## Familie
1917 heiratete Auffarth Ingeborg Klein (* 1894, Tochter des Bürgermeisters Karl Klein). Aus der Ehe ging der Sohn Friedrich, späterer Vizepräsident des Bundesarbeitsgerichtes, hervor.

## Auszeichnungen
- Großes Bundesverdienstkreuz